# North Sea Port

La province néerlandaise de la Zélande.

North Sea Port (en néerlandais : Noordzeehaven ; en français : Port de la mer du Nord) est un projet de fusion signé le 1er janvier 2018 entre les ports maritimes de Gand, Terneuzen et Flessingue situés en bordure de la mer du Nord, entre les Pays-Bas et la Belgique. Pour la Flandre, il s'agissait de la ville de Gand et des communes d'Everghem et de Zelzate situées dans la province de la Flandre-Orientale. Du côté des Pays-Bas, ce sont les communes de Borsele, Terneuzen et Flessingue dans la province de Zélande. Le port néerlandais précédent était appelé Ports de Zélande (nl).

## Valeur économique
Avec 13,49 milliards € de chiffre d'affaires de fret, le North Sea Port est le troisième port européen. Il représente en nombre de personnes occupées : 98,372 emplois (43,941 emplois directs et 54,431 emplois indirects), répartis entre 525 entreprises environ.
En matière de trafic de fret, le North Sea Port est le dixième port européen. 70,3 millions de tonnes de marchandises transportées par mer et par 9,371 navires de mer. Par ailleurs, 58 millions de tonnes de marchandises sont transportées par 40 000 navires fluviaux vers le continent européen.

## Domaine portuaire
Le domaine portuaire s'étend sur une longueur de 60 km, depuis Flessingue jusqu'à Terneuzen, puis jusqu'à Gand en Belgique. La surface de cette zone portuaire s'étend sur 9,100 ha. Il existe 33 quais, 56 km de murs de quais, 134 km de routes et 361 km de pistes.
La profondeur des canaux diffère suivant leur situation dans l'ensemble des installations. Le tirant d'eau est de 17 m à Flessingue et de 12,5 m à Gand.